# 棱背側頸龜
棱背側頸龜（學名：Pelusios carinatus） 是非洲側頸龜屬下的一種龜，只生活在非洲。其种加词“carinatus”意为“具龙骨状脊的”。

## 分佈
棱背側頸龜生活在剛果民主共和國、剛果共和國和加蓬。